# Nuestro Hogar – Rusia
Nuestro Hogar-Rusia (en ruso: Наш дом - Россия), abreviado como NDR, fue un partido político ruso que existió desde 1995 hasta mediados de la década de 2000.

## Historia
La formación fue fundada en 1995 por el entonces primer ministro ruso Viktor Chernomyrdin. Fue un movimiento político centrista y liberal, fundado con el propósito de reunir a más partidarios del gobierno reformista tecnocrático de entonces. En el momento de su fundación, Chernomyrdin contaba con el respaldo del presidente ruso Boris Yeltsin, junto con numerosas instituciones financieras, como la Asociación de Bancos Rusos, y compañías importantes como Gazprom, de la que anteriormente había sido presidente. El movimiento atrajo las simpatías y los intereses de muchos miembros prominentes de la élite gobernante de Rusia, y la NDR fue apodada «el partido del poder» También fue conocido como el «el partido de los oligarcas».
Aunque criticaron la guerra en Chechenia, Viktor Chernomyrdin y la NDR desempeñaron un papel central en el apoyo a Yeltsin en su candidatura de 1996 a la reelección como presidente de la Federación Rusa. 
En la primavera de 1998, Yeltsin despidió a Chernomyrdin como jefe de gobierno y en 1999 la administración de Yeltsin respaldó a un partido recién formado, Unidad, en lugar de Nuestro Hogar-Rusia. Como resultado, el partido, que tenía 55 escaños en la Duma Estatal rusa entre 1995 y 1999, obtuvo solo 8 escaños en las elecciones parlamentarias de diciembre de 1999. En la legislatura que siguió, sus diputados se unieron al grupo parlamentario de Rusia Unida. Finalmente, el partido se integró a Rusia Unida en 2006.